# Striga baumannii
Striga baumannii är en snyltrotsväxtart som beskrevs av Adolf Engler. Striga baumannii ingår i släktet Striga och familjen snyltrotsväxter. Inga underarter finns listade i Catalogue of Life.